# هوشنگ منتصری
هوشنگ منتصر کوهساری (زادهٔ ۶ دی ۱۳۰۲ - درگذشت ۵ فروردین ۱۳۹۴) مترجم و ریاضیدان ایرانی بود.

## تحصیلات
او در ۶ دی ماه ۱۳۰۲ در لاهیجان زاده شد. منتصری خواهرزادهٔ رضا رادمنش نمایندهٔ لاهیجان در مجلس شورای ملی بود. او دوران کودکی و تحصیلات ابتدایی را در زادگاهش گذراند و سپس تحصیلات متوسطه را در تهران و در مدارس سن لوئی و دارالفنون ادامه داد. منتصری دیپلمش را با رتبه نخست در رشته ریاضی گرفت و آنگاه به دانشگاه تهران رفت و در سال ۱۳۲۴ در علوم ریاضی لیسانس گرفت. وی در سال ۱۳۲۷ راهی فرانسه شد و به تحصیل در رشته اقتصاد ریاضی (اکنومتری) پرداخت. پس از فارغ‌التحصیلی به استراسبورگ رفت و دوره دکترای ریاضی را در آنجا گذراند. در ۱۳۳۳ به ایران بازگشت و استاد دانشگاه‌های مختلف شد.
وی مدتی معاون دانشگاه صنعتی شریف و در سال‌های ۱۳۴۷–۱۳۴۶ ریاست دانشگاه تبریز را عهده‌دار شد. چند سال بعد به استانداری کرمان منصوب شد. پس از بازنشستگی به فرانسه بازگشت و ۲۰ سال در آنجا اقامت کرد. منتصری پس از بازگشت به ایران دوباره به تدریس در دانشگاه پرداخت.
هوشنگ منتصری در طول عمر خویش با یاری گروهی از ریاضی‌دانان دیگر نزدیک به ۲۰ تألیف در زمینه ریاضی نوشت و علاوه بر این در حوزه مسائل سیاسی و اجتماعی نیز مطالبی را ترجمه نمود که از آن جمله می‌توان به کتاب زردهای سرخ نوشتهٔ هانری مارکانت اشاره کرد. این کتاب در ۱۳۴۳ توسط انتشارات عطایی منتشر گردید و در طول دههٔ چهل و پنجاه خورشیدی بیش از سیزده بار تجدید چاپ شد. از عمده آثار ترجمه منتصری می‌توان به قدرت نوشته برتراند راسل، نسل امروز ما، اروپا در ۱۰۰ روز و در آن سوی فراموشی اشاره کرد.
منتصری در ۵ فروردین ۱۳۹۴ درگذشت و در لاهیجان به خاک سپرده شد.